# 12219 Grigorʹev
12219 Grigorʹev este un asteroid din centura principală de asteroizi.

## Descriere
12219 Grigorʹev este un asteroid din centura principală de asteroizi. A fost descoperit pe 19 septembrie 1982 la Observatorul de Astrofizică din Crimeea de Liudmila Cernîh. Asteroidul prezintă o orbită caracterizată de o semiaxă mare de 2,23 ua, o excentricitate de 0,18 și o înclinație de 3,3° în raport cu ecliptica.